# Semion Belits-Geiman
Semyon Viktorovich Belits-Geiman (en ruso: Семён Викторович Белиц-Гейман; Moscú, 16 de febrero de 1945) es un nadador soviético retirado especializado en pruebas de estilo libre, donde consiguió ser medallista de bronce olímpico en 1968 en los 4x200 metros estilo libre.

## Primeros años
Belits-Geiman es judío y nació en Moscú, en ese entonces parte de la ahora extinta Unión Soviética, donde asistió al Instituto de Ingeniería del Transporte, estudió periodismo y trabajó como periodista para las revistas Sports Life in Russia y Soviet Sport.

## Carrera deportiva
En los Juegos Olímpicos de México 1968 ganó la medalla de bronce en los relevos de 4x200 metros estilo libre, con un tiempo 8:01.6 segundos, tras Estados Unidos y Australia (plata); sus compañeros de equipo fueron los nadadores: Vladimir Bure, Georgi Kulikov y Leonid Ilyichov.